# Covelo (Vallelaghi)
Covelo è una frazione del comune di Vallelaghi in provincia autonoma di Trento.

## Storia
Covelo è stato un comune italiano istituito nel 1920 in seguito all'annessione della Venezia Tridentina al Regno d'Italia. Nel 1928 è stato aggregato al comune di Terlago, e dal 2016 fa parte del comune di Vallelaghi.

## Monumenti e luoghi d'interesse

### Architetture religiose
- Chiesa di San Giacomo Maggiore, chiesa parrocchiale.

### Architetture civili
- Palazzo delle 100 finestre, con ciclo di affreschi di Karl Henrici.